# Bình Chánh, Bình Sơn
Bình Chánh là một xã thuộc huyện Bình Sơn, tỉnh Quảng Ngãi, Việt Nam.
Xã Bình Chánh có 5 thôn: Quang Trung, Bàu Chuốc, Mỹ Tân, Đông Bình, Bình An Nội;
Xã Bình Chánh có diện tích 12,61 km², dân số năm 1999 là 11408 người, mật độ dân số đạt 905 người/km².